# Jezerka (usedlost)
Jezerka je bývalá usedlost v Praze 4-Nuslích, která se nachází uprostřed stejnojmenného parku. Od roku 2003 zde sídlí Divadlo Na Jezerce. Usedlost původně patřila do katastru Michle a michelská obec ji v první polovině 20. století vlastnila. Jezerka je chráněna jako kulturní památka.

## Historie
Ve středověku se zde rozkládala vinice Šustrová a později postavená usedlost toto jméno převzala. Patřila do historického katastru Michle a měla přiděleno číslo popisné 68.

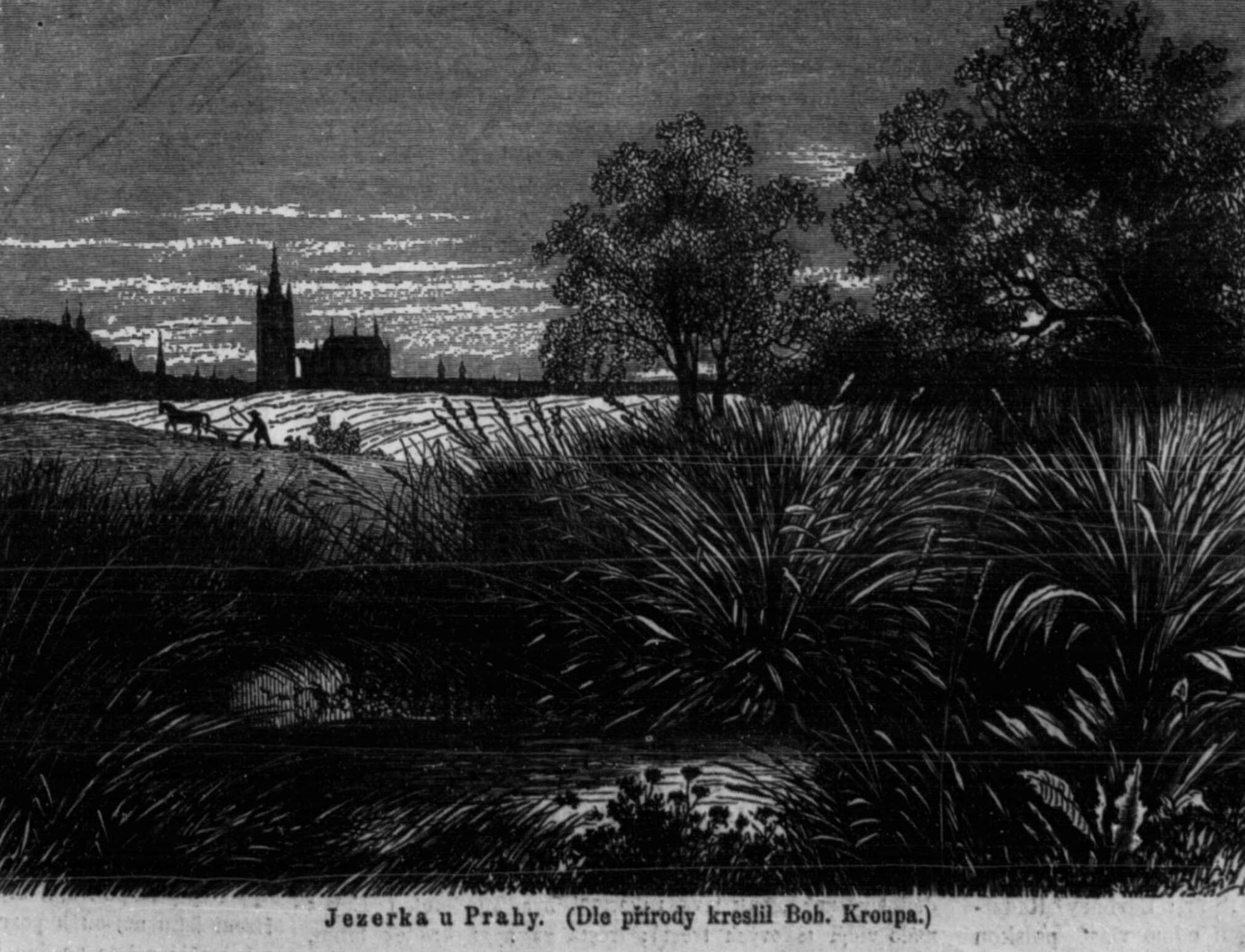
Bohuslav Kroupa: Jezerka u Prahy (repro Světozor 1868)

Název Jezerka získala roku 1835 po přestavbě na zámeček, jehož reprezentační pokoje vymaloval v polovině 19. století Josef Navrátil (malby se nedochovaly). Roku 1912 objekt od pana Novotného koupila obec Michle napůl s michelskou Občanskou záložnou. Na pozemcích původně chtěla založit park a zbytek rozparcelovat. Záložna později prodala svou část Rudolfu Zárubovi, který provozoval na Jezerce hostinec s kavárnou. Jemu poté pronajala roku 1924 svou polovinu také obec Michle.
Budova
Jednopatrová restaurační zděná budova s velkou hostinskou místností v přízemí měla také dvě místnosti spolkové, pivní sklep, kuchyň, toalety a v prvním patře pět pokojů. K budově byl přistavěn velký taneční a divadelní sál, nedaleko se nacházelo přízemní zděné hospodářské stavení se stájemi pro koně a krávy, bylo zde skladiště, lednice, sklep pro brambory a zeleninu, nad sklepem hudební pavilon a vedle malý přízemní zděný přístavek s místnostmi pro personál. Park doplňovaly různé drobné stavby, například zahradní besídka, barokní terasa ve svahu s vinicí nad jezírkem, tenisový dvorec, kolny a další. Celková výměra pozemků byla 16 696 m².
Po roce 1945
Na Zárubovu polovinu usedlosti byla roku 1948 uvalena národní správa, restaurace byla poté zrušena. 28 podnájemníků bylo postupně přestěhováno a celý uvolněný objekt získala obec Nusle. Vnitřní zařízení bylo rozprodáno. Cenná kachlová kamna s antikizujícím figurálním dekorem z dílny Václava Jana Sommerschuha získalo Uměleckoprůmyslové museum v Praze a od roku 2023 jsou vystavena ve stálé expozici. Usedlost dala  roku 1949 vzniknout základu současného parku.

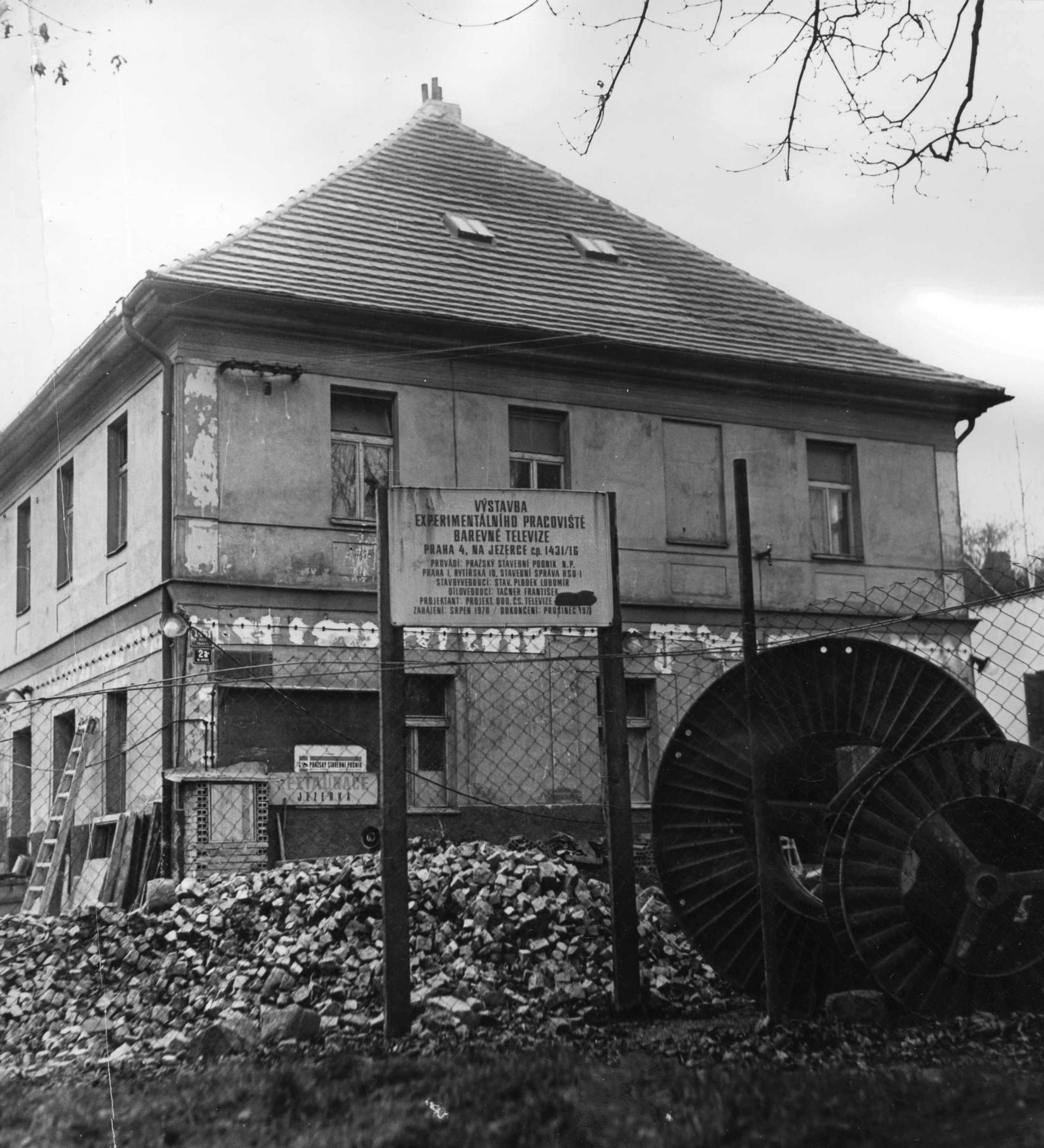
Přestavba bývalé usedlosti a pozdější restaurace Jezerka na studio Československé televize (1971)

V 70. letech 20. století prošla Jezerka přestavbou na televizní studio Československé televize. V parku vzniklo parkoviště, rybník byl zasypán a betonový balkon pro hudebníky nahradil barokní terasu, ze které zůstalo pouze podsklepení. Od roku 1975 se ze studia vysílal pořad „Vysílá studio Jezerka“, později zde působili televizní publicisté a studio vysílalo pořad „Politika pro každého“.
Po roce 1989
Roku 1990 byla polovina Zárubova majetku vrácena v restituci. Roku 1999 odkoupila tuto polovinu Městská část Praha 4 a postupně zrekonstruovala objekt pro původní kulturní využití - obnovila zahradní restauraci, vinárnu a divadelní sál a obnovila park.
Studánka
Na Jezerce vyvěral „od nepaměti“ čistý pramen vody, který býval veden dřevěnými trubkami na Vyšehrad. Protože okolní půda byla bahnitá, dala roku 1361 Vyšehradská kapitula studánku obezdít a vyměnit dřevěné trubky za kamenné. Údajně se jednalo o pramen, který se nacházel v horní části parku v místech dětského hřiště a který byl při výstavbě domů ve 20. letech 20. století zasypán. Mezi rybníčkem a budovou Jezerky roste památný platan javorolistý vysazený zde kolem roku 1815.
Dolní studánku nad rybníčkem napájely pravděpodobně prameny z původní horní studánky. Voda odtud tekla východním směrem do haltýře pod Barvíkovskou vinicí a dál do Botiče. Později byla tato stružka zatrubněna.
Pověsti
V kronice Václava Hájka z Libočan je psáno, že kněžna Libuše chodila na vršek Bezer (Jezer, Obezer) a že voda ze zdejšího pramene měla plnit „Libušinu lázeň“. Další pověst uvádí, že se údajně na vrchu Jezer konaly sněmy při kamenném stolci, na kterém byl nastolen kníže Přemysl. Tento stolec měl být později přenesen na Pražský hrad.